# Ngôn ngữ tại Liên Xô
Liên bang Xô viết có tới hàng trăm ngôn ngữ và tiếng địa phương khác nhau từ các nhóm ngôn ngữ khác nhau.
Năm 1918, đã có nghị định rằng tất cả các quốc tịch ở Liên Xô đều có quyền giáo dục bằng ngôn ngữ của họ. Chính tả mới sử dụng bảng chữ cái Kirin, Latinh hoặc Ả Rập, tùy thuộc vào địa lý và văn hóa. Sau năm 1937, tất cả các ngôn ngữ đã nhận được bảng chữ cái mới sau năm 1917 bắt đầu sử dụng bảng chữ cái Kirin. Bằng cách này, sẽ dễ dàng hơn cho các nhóm thiểu số ngôn ngữ học viết cả tiếng Nga và tiếng mẹ đẻ của họ. Năm 1960, luật giáo dục của trường đã được thay đổi và việc giảng dạy trở nên chi phối hơn bởi tiếng Nga. Hơn nữa, Armenia và Gruzia, cũng như các nước cộng hòa xã hội chủ nghĩa Xô viết Baltic là các nước cộng hòa Xô viết duy nhất duy trì hệ thống chữ viết của họ (Tiếng Armenia, Tiếng Gruzia và Tiếng Latinh bảng chữ cái tương ứng).

## Phân bố tại Nga năm 1989
| Sắc tộc        | Tổng cộng (nghìn) | Nói(nghìn) | Nói(nghìn) | Nói(nghìn) | Tỷ lệ | Tỷ lệ | Tỷ lệ     |
| Sắc tộc        | Tổng cộng (nghìn) | L1         | L2         | Tổng cộng  | L1    | L2    | Tổng cộng |
| -------------- | ----------------- | ---------- | ---------- | ---------- | ----- | ----- | --------- |
| Nga            | 145.155           | 144.836    | 219        | 145.155    | 99,8  | 0,2   | 100       |
| Không phải Nga | 140.587           | 18.743     | 68.791     | 87.533     | 13,3  | 48,9  | 62,3      |
| Ukraina        | 44.186            | 8.309      | 24.820     | 33.128     | 18,8  | 56,2  | 75,0      |
| Uzbek          | 16.698            | 120        | 3.981      | 4.100      | 0,7   | 23,8  | 24,6      |
| Belarus        | 10.036            | 2.862      | 5.487      | 8.349      | 28,5  | 54,7  | 83,2      |
| Kazakh         | 8.136             | 183        | 4.917      | 5.100      | 2,2   | 60,4  | 62,7      |
| Azerbaijan     | 6.770             | 113        | 2.325      | 2.439      | 1,7   | 34,3  | 36,0      |
| Tatar          | 6.649             | 1.068      | 4.706      | 5.774      | 16,1  | 70,8  | 86,8      |
| Armenia        | 4.623             | 352        | 2.178      | 2.530      | 7,6   | 47,1  | 54,7      |
| Tajik          | 4.215             | 35         | 1.166      | 1.200      | 0,8   | 27,7  | 28,5      |
| Gruzia         | 3.981             | 66         | 1.316      | 1.382      | 1,7   | 33,1  | 34,7      |
| Moldova        | 3.352             | 249        | 1.805      | 2.054      | 7,4   | 53,8  | 61,3      |
| Litva          | 3.067             | 55         | 1.163      | 1.218      | 1,8   | 37,9  | 39,7      |
| Turkmen        | 2.729             | 27         | 757        | 783        | 1,0   | 27,7  | 28,7      |
| Kyrgyz         | 2.529             | 15         | 890        | 905        | 0,6   | 35,2  | 35,8      |
| Đức            | 2.039             | 1.035      | 918        | 1.953      | 50,8  | 45,0  | 95,8      |
| Chuvash        | 1.842             | 429        | 1.199      | 1.628      | 23,3  | 65,1  | 88,4      |
| Latvia         | 1.459             | 73         | 940        | 1.013      | 5,0   | 64,4  | 69,4      |
| Bashkir        | 1.449             | 162        | 1.041      | 1.203      | 11,2  | 71,8  | 83,0      |
| Do Thái        | 1.378             | 1.194      | 140        | 1.334      | 86,6  | 10,1  | 96,7      |
| Mordvin        | 1.154             | 377        | 722        | 1.099      | 32,7  | 62,5  | 95,2      |
| Ba Lan         | 1.126             | 323        | 495        | 817        | 28,6  | 43,9  | 72,6      |
| Estonia        | 1.027             | 45         | 348        | 393        | 4,4   | 33,9  | 38,2      |
| Khác           | 12.140            | 1.651      | 7.479      | 9.130      | 13,6  | 61,6  | 75,2      |
| Tổng cộng      | 285.743           | 163.898    | 68.791     | 232.689    | 57,4  | 24,1  | 81,4      |